# Grüne Fichtengallenlaus

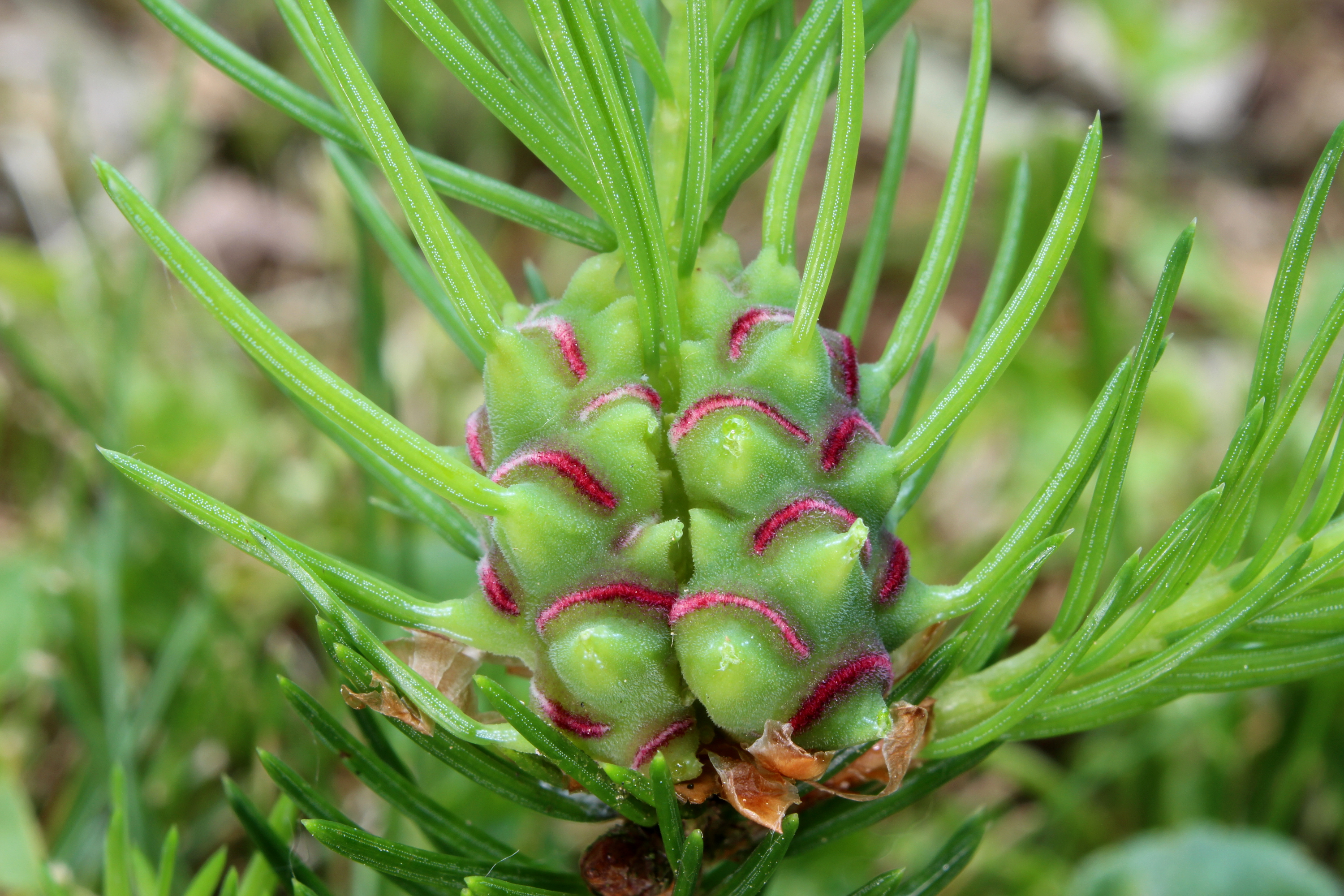
Galle

Die Grüne Fichtengallenlaus (Sacchiphantes viridis) ist eine gallbildende Blattlaus mit einem zweijährigen, pentamorphen (fünf verschiedene Morphen), hererözischen (zwei verschiedene Wirte) Holozyklus (Wechsel zwischen parthenogenetischer und bisexueller Fortpflanzung). Ihr Primärwirt ist die Fichte, Sekundärwirt ist die Lärche.

## Merkmale
Die grüne Fichtengallenlaus hat fünf verschiedene Morphentypen. Zwei davon sind geflügelt.
Symptome an den Wirtspflanzen: An der Fichte bilden sich durch die Saugtätigkeit der Emigrantengeneration ananasförmige Gallen. Die Nadeln der Lärche werden an der Saugstelle gelb und knicken ab.

## Verbreitung
Die Grüne Fichtengallenlaus tritt dort auf, wo ihre beiden Wirte Fichte und Lärche gemeinsam vorkommen. Ihr ursprüngliches Verbreitungsgebiet sind die Alpen.

## Lebenszyklus
Im Frühling legt die Fundatrix auf der Fichte ihre Eier ab. Durch die Saugaktivitäten der geschlüpften Läuse bildet sich eine Galle, in welcher sie die noch ungeflügelten Larvenstadien verbringen. Vor der Adulthäutung verlassen die Emigranten die Galle. Nach der Häutung fliegen sie aus und legen auf einer Lärche Eier ab. Die geschlüpften Jungen überwintern dort unter Knospen- und Rindenschuppen. Im Frühling schließen sie ihre Entwicklung als ungeflügelte Adulte ab und legen selbst wiederum Eier an der Basis frischer Triebknospen. Daraus entstehen entweder weitere ungeflügelte Frühlingsgenerationen oder aber sogenannte Remigranten, welche zu Fichten zurückfliegen. Die Remigranten legen Eier auf Fichten, aus welchen Sexualis schlüpfen. Ein Sexualisweibchen legt genau ein Ei, aus welchem eine Fundatrix schlüpft. Diese überwintert und der Zyklus beginnt von neuem.